# Varga István (kézilabdázó)
Varga István (Abony, 1943. szeptember 7. – Debrecen, 2014. december 6.) 126-szoros magyar válogatott kézilabdázó.

## Pályafutása

### Klubcsapatokban
Varga szülővárosában, Abonyban kezdett kézilabdázni, majd miután katonai szolgálatát teljesítette, 1965-ben a  Budapesti Honvéd játékosa lett. Négyszer nyert bajnoki címet a csapattal, amellyel a Bajnokcsapatok Európa Kupájában a döntőbe is bejutottak az 1965–1966-os kiírásban, ott azonban alulmaradtak az SC Leipzig csapatával szemben. Pályafutásának legsikeresebb éveit a Debreceni Dózsában töltötte, amellyel az 1970-es években öt magyar bajnoki címet és három Magyar Népköztársaság-kupát nyert. 1972 és 1979 között hat alkalommal lett a magyar bajnokság gólkirálya, 1975-ben az év férfi kézilabdázójának választották. Kisebb magyarországi kluboknál eltöltött időszakok után, érdemeire tekintettel sportminiszteri jóváhagyással szerződhetett külföldre 1982-ben. Németországban a Germania Kassel, a Seulberg, a TuS Spenge és a Lenzinghausen csapataiban kézilabdázott, a Spengében kétszer is gólkirály tudott lenni az akkori másodosztálynak megfelelő Regionalliga nyugati csoportjában. 1988-ban fejezte be aktív pályafutását, majd dolgozott kisebb német csapatok mellett, 1992-ben pedig hazatért Debrecenbe, de később edzősködött Kiskőrösön is.

### A válogatottban
A magyar válogatottban 126 alkalommal lépett pályára, és számos világversenyen mutathatta meg képességeit. 1972-ben tagja volt a müncheni olimpián nyolcadik helyezett csapatnak, ahol hat mérkőzésen harminckét alkalommal volt eredményes. Négy évvel később, a montréali olimpián a magyarok a hatodik helyen zártak, Varga öt mérkőzésen huszonegy alkalommal volt eredményes.
Pályafutása során két világbajnokságon vett részt, 1967-ben és 1970-ben is a nyolcadik helyen végzett a magyar csapattal.
Korosztályának nemzetközi szinten is az egyik legkiemelkedőbb játékosa volt, Európa-válogatott és világválogatott is volt.
2011-ben tüdőrákot diagnosztizáltak nála. 2014. december 6-án hunyt el Debrecenben, 71 éves korában.

## Sikerei, díjai
- Budapesti Honvéd:
  - Magyar bajnok: 1966, 1967, 1968, 1972
  - MNK győztes: 1967, 1968, 1971, 1972
- Debreceni Dózsa:
  - Magyar bajnok: 1975
  - MNK győztes: 1979